# Manuel Marrero Cruz
Manuel Marrero Cruz, né le 11 juillet 1963 est un homme d'État cubain. Il occupe depuis le 21 décembre 2019, le poste de Premier ministre, premier à réoccuper ce poste après sa disparition en 1976.

## Biographie
Architecte de formation, Manuel Marrero est nommé en 1999 vice-président du groupe hôtelier Gaviota, appartenant à l'armée cubaine — qui contrôle l'industrie touristique de l'île — et en prend la direction en 2000. En 2004, il devient ministre du Tourisme. Il va ainsi présider au spectaculaire développement du secteur, faisant du tourisme une des principales sources de revenu de Cuba, un poste qu'il occupe jusqu'à sa nomination au poste de Premier ministre en décembre 2019. Membre du Parti communiste cubain, il ne fait pas partie au moment de sa nomination, au contraire de beaucoup d'autres dirigeants, ni de son comité central, ni de son bureau politique.
Sa nomination poursuit le renouvellement du gouvernement dont la plupart des portefeuilles ont été réattribués depuis l'arrivée comme chef de l'État de Miguel Diaz-Canel en avril 2018.
Alors que la pandémie de Covid-19 se développe rapidement dans l'île avec la diffusion du variant Delta, Manuel Marrero Cruz indique avoir eu connaissance de « mauvais traitements et négligence » de la part de certains médecins. D'autres responsables cubains reprochent l'absence de médecins de leurs cliniques pour prendre des vacances. À ces critiques, plusieurs médecins répondent, sur les réseaux sociaux, reprochant aux autorités cubaines d'être déconnectées des réalités du terrain. Il est par ailleurs évoqué les décès de par l'absence d'oxygène en quantité suffisante ou des pannes d'incinérateurs à cause de l'afflux, en trop grand nombre, de cadavres.